# Грюнвальдська вулиця (Івано-Франківськ)
Вулиця Грюнвальдська — вулиця в Івано-Франківську, що веде з центру, від вул. Василіянок до залізничного вокзалу. Знаходиться на сході центральної частини міста.

## Історія
17 червня 1908 — прийнято рішення радою міста про створення вулиці. Вулиця пролягла через землі родин Ляхавців і Ляйбляхів. Вона на 100 м скоротила шлях від міста до вокзалу порівняно із наявною на той час вулицею Романовського
Вулиця названа Грюнвальдською 16 червня 1910 році на честь 500-річчя перемоги у битві 1410 р. об'єднаної польсько-литовсько-української армії над хрестоносцями під Грюнвальдом.
Під час німецької окупації (1941–1944) її було перейменовано на Губернаторську. Більше вулиця своєї назви не змінювала і увесь час іменувалася Грюнвальдською.

## Будівлі
№ 3.

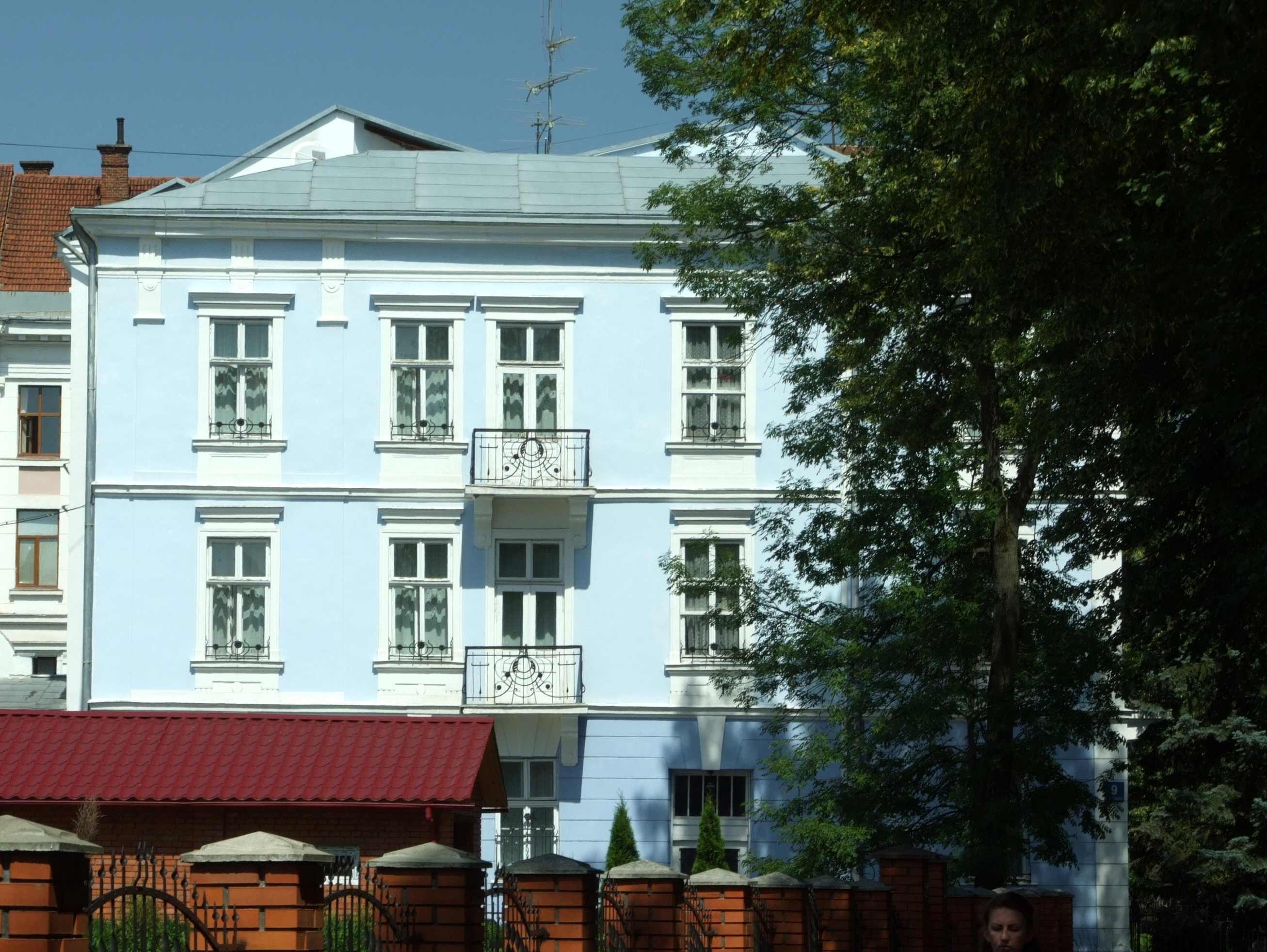
Будівля № 7, пам'ятка архітектури

(1895, архітектор С. Кшижановський) Свято-Тройцький кафедральний собор УПЦ КП. Колишній єзуїтський костел. За радянської влади, тут, як і в буд. № 5 знаходився державний архів.
№ 5.

(зведений разом із єзуїтським костелом (буд. № 3)) Духовна семінарія УПЦ КП. Колишній єзуїтський монастир.
№ 6.

(1900-ті) Редакція газети «Західний кур'єр». Одноповерховий особняк (однаковий із буд. № 8.) Обидва належали родині Ляйбляхів, на землях яких була прокладена вулиця.
№ 7.,  Пам'ятка архітектури 

(1907) Готель «Аускопрут» («Роксолана»). Як і буд. № 9, колись житлові будівлі (до 1939 р.), пізніше тут знаходилися корпуси гуртожитку обкому партії.
№ 8.

(1900-ті) Державна виконавча служба управління юстиції. Обласний штаб Народно-демократичної партії.
№ 9. Пам'ятка архітектури

(1912) Готель «Аускопрут».
№ 11.

(1914) Чотириповерхова кам'яниця, одна із найбільших та найкрасивіших довоєнних будівель міста. Колишній будинок залізничної дирекції. Тут, в 1919 р. знаходилися міністерства Державного Секретаріату ЗУНР. За радянських часів містився обком партії, перед будинком були висаджені ялинки, між якими стояли пам'ятники Леніну і Сталіну, демонтовані з початком демократизації суспільного життя як знаки уславлення ворогів українського народу.

Тепер, із 1994 р., це Дім правосуддя. Тут розташовані суди різних рівнів та численні юридичні установи: Івано-Франківське обласне управління юстиції, міська асоціація адвокатів, територіальне управління Державної судової адміністрації України в Івано-Франківській області. На аттику міститься напис: «SINE IRA ET STUDIO» (лат. «без гніву і упередження»). Просторе подвір'я на північно-східній стороні має високу огорожу. Будинок знаходиться на перехресті вулиць Ґрюнвальдської, Льва Толстого, і Дмитра Донцова.
№ 15.

(~1896) Чотириповерхова кам'яниця із мансардами. Колишнє польське військове управління.

Після Першої світової війни став елітним житловим будинком. В Другу світову тут розміщувався полк зв'язку. Тепер на першому поверсі розташований архівний відділ міськвиконкому, а решта будинку займають житлові приміщення. На задньому подвір'ї будівлі дворик був огорожений високою огорожею з воротами, а ще колись тут була ще одна маленька будівля для сторожа і складів. Навпроти будинку через Ґрюнвальдську знаходиться парк, а на південно-західній стороні - невеличкий сквер.
№ 19.

(1927) Будинок культури залізничників. Колишня профспілка залізничників.

## Галерея

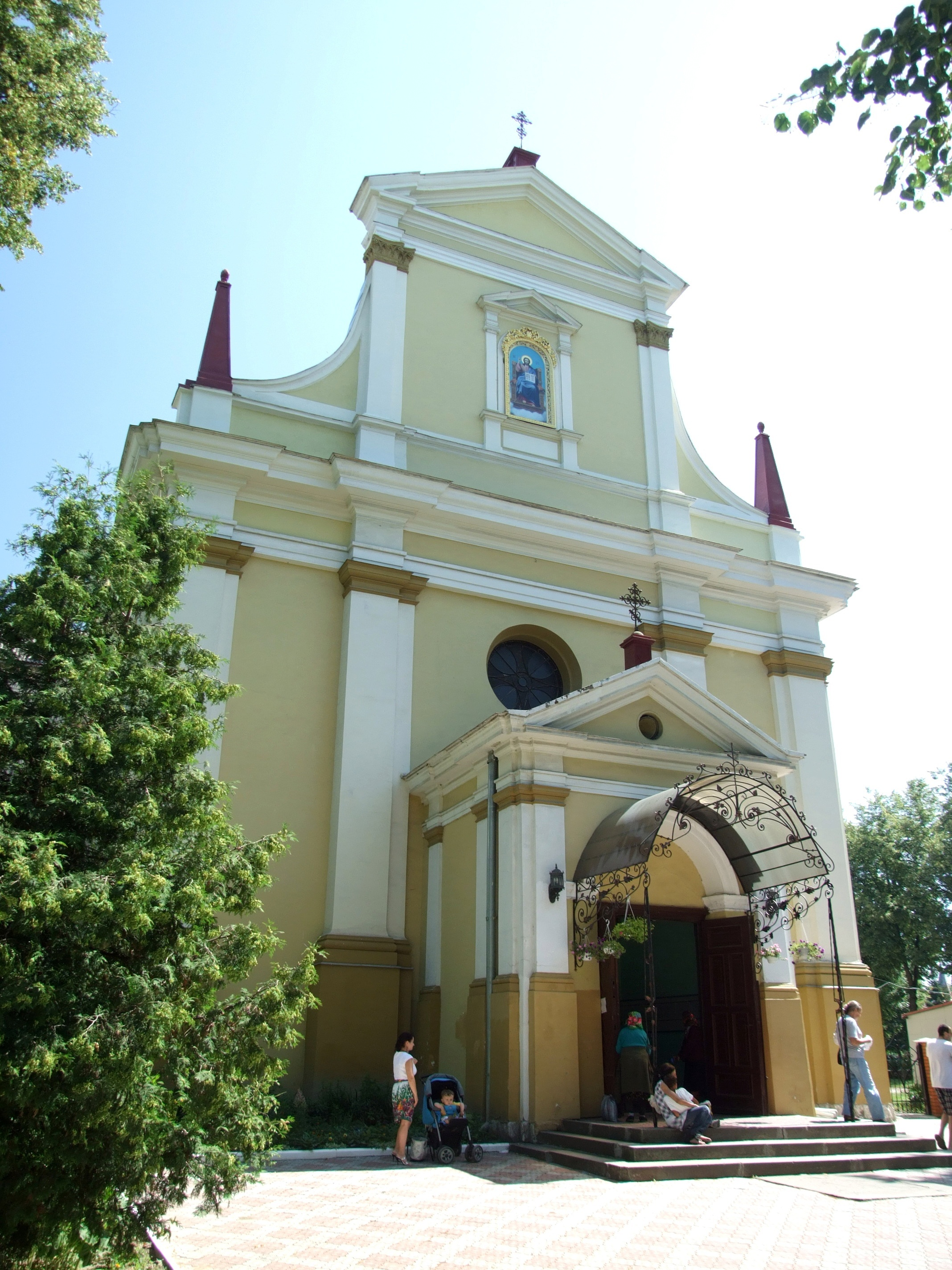
Будівля №1, пам'ятка архітектури
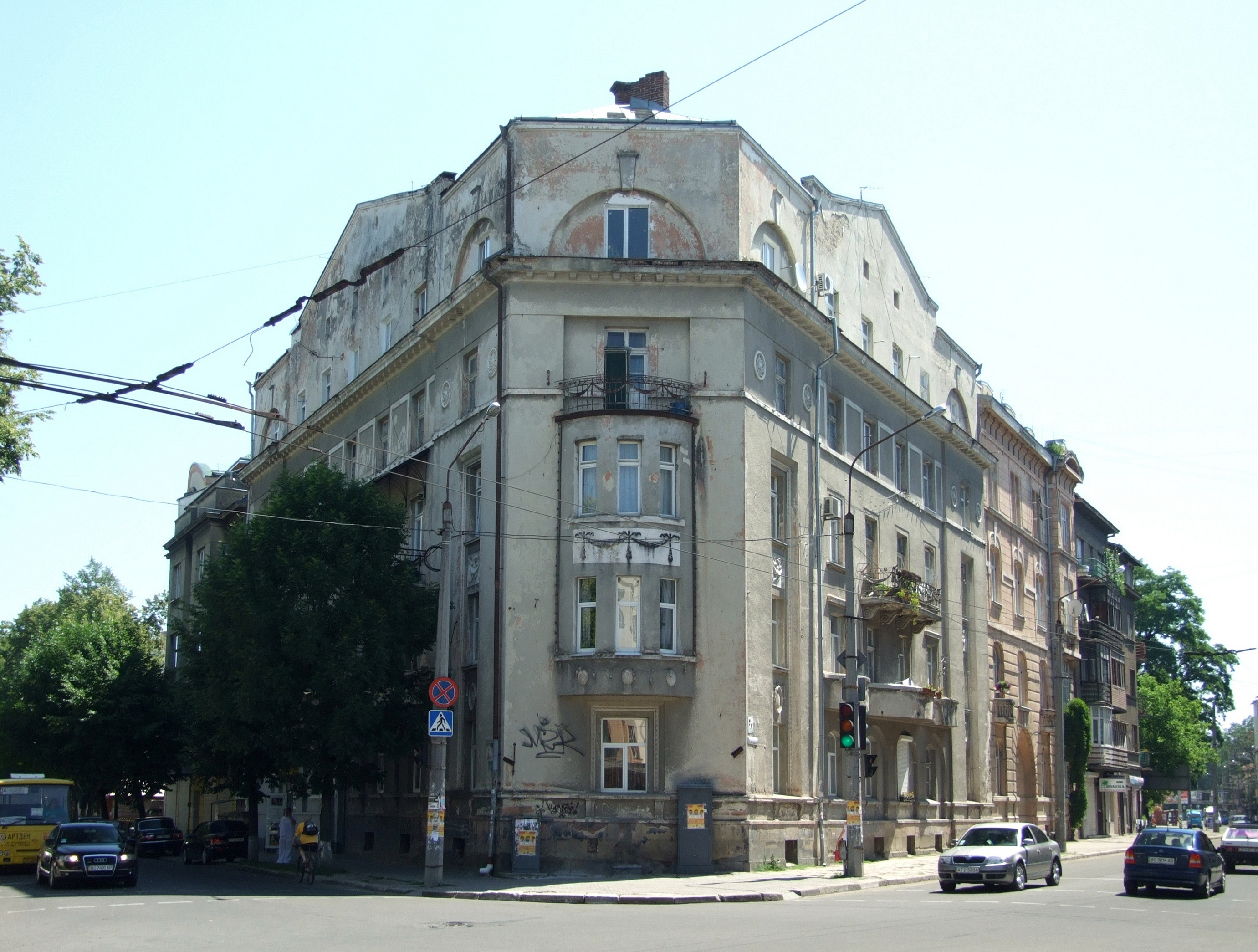
Будівля №2, пам'ятка архітектури
Будівля №4
Пам’ятник ЗУНР біля будинку №11